# Die singende Firma
Die singende Firma war eine wöchentliche Musik-Show, die in Deutschland erstmals vom Fernsehsender RTL ausgestrahlt wurde. Das Format kommt ursprünglich aus den Niederlanden und wurde bereits zuvor u. a. in Australien, USA, Finnland, Norwegen und der Schweiz ausgestrahlt. Moderatoren der deutschen Ausgabe, die am 25. Oktober 2008 startete, waren Ross Antony und Inka Bause.

## Sendungsverlauf
In sechs Shows wurde aus zehn teilnehmenden Unternehmen die „Beste singende Firma Deutschlands“ ermittelt. Die sechs Folgen wurden am 13. Juni, 14. Juni und 15. Juni 2008 in Köln aufgezeichnet.
In den ersten fünf Folgen besuchten die Moderatoren jeweils getrennt voneinander zwei Unternehmen und stellten anhand eines Spontancastings ein fünfköpfiges Team zusammen, welches sie dann im weiteren Sendeverlauf als Pate betreuten. In einem zweitägigen Training in Gesang und Tanz wurde ein Song samt Choreografie einstudiert, welcher dann auf der großen Showbühne vorgetragen und von einer Jury beurteilt wurde.
Während das eine Team dem Gesangscoach Enrico de Pieri und Tanzcoach Byron van Jones zugeteilt wurde, probte das gegnerische Team mit Gesangscoach Jane Ferrell und dem Tanzcoach Kordula Kohlschmitt.
Die teilnehmenden Unternehmen waren das BackWerk (Essen), die Stadtwerke Hamm, der Flughafen Paderborn/Lippstadt, die Entsorger Nehlsen AG (Bremen), der Tierpark Hagenbeck Hamburg, das Kinderaktionszentrum (KAZ) Sprockhövel, die Bochum-Gelsenkirchener Straßenbahnen AG (Bogestra), Cineplex (Berlin), die Feuerwehr Hamburg und die TUI Deutschland aus Hannover.
Die Jury bestand aus Mark Medlock, Sandy Mölling und Joachim Llambi und entschied darüber, welches Unternehmen den besseren Auftritt hingelegt hat und somit in das Finale einzog. Das andere Unternehmen schied aus.
Im Finale traten die fünf Gewinner-Teams gegeneinander an. Zur Beurteilung der Leistung wurde im Finale die Fach-Jury um eine Kandidaten-Jury erweitert, welche aus den ausgeschiedenen Teams bestand. Die vergebenen Punkte der Kandidaten-Jury wurden mit denen der Fach-Jury addiert und das Unternehmen mit der höchsten Punktzahl wurde die „Beste singende Firma Deutschlands“.

### Erste Folge
In der ersten Folge traten der Flughafen Paderborn/Lippstadt gegen die Entsorger Nehlsen AG (Bremen) an. Inka Bause übernahm die Patenschaft für den Flughafen, denen der Song Love is in the Air (John Paul Young) zugeteilt wurde, Ross Antony die Patenschaft für die Entsorger, welche den Song A Walk in the Park (Nick Straker Band) einüben mussten.
Die Jury beurteilte die Leistung folgendermaßen:
| Unternehmen   | Mark Medlock | Sandy Mölling | Joachim Llambi | Gesamt |
| ------------- | ------------ | ------------- | -------------- | ------ |
| Flughafen     | 9            | 8             | 7              | 24     |
| Müllentsorger | 10           | 9             | 6              | 25     |

Somit zogen die Müllentsorger in das Finale ein, das Flughafen-Team schied aus dem Wettkampf aus.

### Zweite Folge
In der zweiten Runde traten die Stadtwerke Hamm, welche als Pate Inka Bause bekamen, gegen das Backwerk Essen (Pate: Ross Antony) an. Während das Backwerk Essen das Lied Hot Stuff von Donna Summer auf der Showbühne aufführten, kämpften die Stadtwerke Hamm mit dem Lied Downtown von Petula Clark um den Einzug ins Finale.
| Unternehmen | Mark Medlock | Sandy Mölling | Joachim Llambi | Gesamt |
| ----------- | ------------ | ------------- | -------------- | ------ |
| Backwerk    | 7            | 9             | 6              | 22     |
| Stadtwerke  | 8            | 10            | 7              | 25     |

Die Stadtwerke Hamm zogen ins Finale ein.

### Dritte Folge
In der dritten Folge traten die Bochum-Gelsenkirchener Straßenbahnen AG gegen Cineplex aus Berlin an. Die Bochum-Gelsenkirchener Straßenbahnen AG bekam das Lied Locomotion von Kylie Minogue, wohingegen Cineplex aus Berlin das Lied Shout aus dem Film Sister Act zugewiesen bekam. Inka Bause übernahm die Patenschaft der Bochum-Gelsenkirchener Straßenbahnen AG, Ross Antony die Patenschaft für Cineplex.
Aufgrund eines Konzertauftritts auf dem Hessentag wurde Mark Medlock von Moderator Oliver Petszokat vertreten.
| Unternehmen | Oliver Petszokat | Sandy Mölling | Joachim Llambi | Gesamt |
| ----------- | ---------------- | ------------- | -------------- | ------ |
| Bogestra    | 7                | 8             | 6              | 21     |
| Cineplex    | 8                | 8             | 6              | 22     |

Cineplex zogen ins Finale ein.

### Vierte Folge
In der vierten Folge traten Hagenbecks Tierpark aus Hamburg gegen das Kinderaktionszentrum (KAZ) aus Sprockhövel an. Hagenbecks Tierpark bekam das Lied Eye of the Tiger von Survivor und als Pate Inka Bause, wohingegen das KAZ das Lied Can’t Take My Eyes Off of You von der Hermes House Band zugewiesen bekam. Die Patenschaft des KAZs übernahm Ross Antony.
Die Jury entschied folgendermaßen:
| Unternehmen         | Mark Medlock | Sandy Mölling | Joachim Llambi | Gesamt |
| ------------------- | ------------ | ------------- | -------------- | ------ |
| Hagenbecks Tierpark | 9            | 9             | 5              | 23     |
| KAZ                 | 10           | 10            | 7              | 27     |

Demnach zogen das KAZ ins Finale ein, Hagenbecks Tierpark schied aus dem Wettkampf aus.

### Fünfte Folge
In der fünften Folge, die am 23. November 2008 ausgestrahlt wurde, traten die Feuerwehr Hamburg gegen die TUI Hannover an. Die Feuerwehr Hamburg führte das Lied Relight My Fire von Take That auf. Die TUI Hannover präsentierten Gimme, Gimme, Gimme von ABBA.
| Unternehmen       | Mark Medlock | Sandy Mölling | Joachim Llambi | Gesamt |
| ----------------- | ------------ | ------------- | -------------- | ------ |
| Feuerwehr Hamburg | 10           | 9             | 7              | 26     |
| TUI Hannover      | 9            | 8             | 6              | 23     |

Als letztes Unternehmen zog die Feuerwehr ins Finale ein.

### Finale
Im Finale traten die fünf siegreichen Unternehmen gegeneinander an, um die beste singende Firma Deutschlands zu werden. Hierzu traten sie erneut mit den Liedern an, mit denen sie das Finale erreicht hatten. Die Jury ermittelte nicht alleine den Sieger, sondern alle bisher ausgeschiedenen Unternehmen stimmten mit ab. Jeder Unternehmensmitarbeiter, der es nicht ins Finale schaffte, gab für jedes Finalteam seine Bewertung ab. Die durchschnittlichen Punkte der Kandidaten-Jury wurden mit denen der Fach-Jury addiert.
| Platz | Unternehmen       | Mark Medlock | Sandy Mölling | Joachim Llambi | Durchschnitt Fach-Jury | Durchschnitt Kandidaten-Jury | Gesamt |
| ----- | ----------------- | ------------ | ------------- | -------------- | ---------------------- | ---------------------------- | ------ |
| 5     | Nehlsen AG        | 6            | 8             | 4              | 6                      | 3,7                          | 9,7    |
| 2     | Feuerwehr Hamburg | 10           | 10            | 10             | 10                     | 7,6                          | 17,6   |
| 1     | KAZ Sprockhövel   | 8            | 10            | 8              | 8,7                    | 9,2                          | 17,9   |
| 4     | Stadtwerke Hamm   | 7            | 8             | 8              | 7,7                    | 5,3                          | 13,0   |
| 3     | Cineplex Berlin   | 9            | 10            | 8              | 9,0                    | 7,1                          | 16,1   |

Als beste singende Firma Deutschlands konnte sich das Kinderaktionszentrum (KAZ) Sprockhövel durchsetzen.

## Quoten
Die Sendung wurde im Durchschnitt von 1,27 Millionen Menschen im Alter von 14 bis 49 Jahren gesehen, dies ist in der Zielgruppe ein guter Marktanteil von 16,3 %. Im Durchschnitt sahen insgesamt 2,11 Millionen Menschen Die singende Firma mit einem Marktanteil von 12,7 %.

## Die singende Firmain anderen Ländern
Die singende Firma wurde das erste Mal in den Niederlanden vom Fernsehsender NCRV unter dem Titel The Singing Office ausgestrahlt. International wurde das Format seitdem von dem Produktionsunternehmen Absolutely Independent vermarktet. „The Singing Office“ wurde für den Fernsehsender Screentime Shinawi in Irland produziert und Metronome produzierte eine finnische Ausgabe für den Sender YLE. In Litauen wurden 15 Folgen auf dem Sender Viasat TV3 ausgestrahlt.
In den USA wurde die Sendung als Spin-off zur Sendung Singing Bee ausgestrahlt. Insgesamt wurden neun Folgen produziert. Moderatoren waren Melanie B (Spice Girls) und Joey Fatone (*NSYNC). Die Erstausstrahlung erfolgte am 29. Juni 2008 auf dem Sender TLC. Im September 2008 folgte eine Ausstrahlung der US-amerikanischen Folgen in Australien auf dem Sender Fox8.